# Agaon acutatum
Agaon acutatum är en stekelart som beskrevs av Wiebes 1989. Agaon acutatum ingår i släktet Agaon och familjen fikonsteklar.
Artens utbredningsområde är Gabon. Inga underarter finns listade i Catalogue of Life.